# Kežmarská chata
Kežmarská chata (polsky Schronisko Kieżmarskie) stála na břehu Velkého Bílého plesa v Dolině Bílých ples ve Vysokých Tatrách. Zanikla v roce 1974.

## Historie

### Výrobna kosodřevinového oleje
Dolina Bílých ples byla vždy navštěvována bylinkáři, myslivci i pytláky. Úbočí okolních štítů i samotná dolina byla hojně porostlá kosodřevinou, kterou podnikaví lidé těžili. Pod jihovýchodním břehem Velkého Bílého plesa zřídil Karol Molnár z Kluže, vysoký úředník státních železnic ve výslužbě, výrobnu k destilaci éterických olejů z kosodřeviny. Strojní zařízení dodala děčínská firma „Schomburg a Stegmann“. Továrna stála na břehu Bílého potoka v nadmořské výšce asi 1580 metrů. Do provozu byla uvedena 26. července 1897. Město Kežmarok, které vlastnilo tyto pozemky, dalo k provozu souhlas, i přesto, že hrozila devastace přírody v údolí. Inspektorát státních lesů provoz nařídil okamžitě zastavit, ale ilegální výrobna zákaz nerespektovala a existovala až do roku 1904.

### Předchůdkyně - Votrubova chata
Po skončení první světové války vojáci nově vytvořené Československé armády začali obsazovat strategická místa v nové Československé republice. Do Popradu přišla 6. ledna 1919 2. horská brigáda. Jejím příslušníkem byl velitel 3. roty 7. horského praporu, nadporučík a od roku 1920 štábní kapitán Václav Dusil, později major a podplukovník. Mimo jiné byl pověřen účastnit se na práci Československo-polské delimitační komise, která měla za úkol s konečnou platností vyřešit spory o novou hranici s Polskem a vytyčit severní hranici v oblasti Západních, Vysokých a Belianských Tater, která měla vést po hřebeni Tater.
Územní nároky Poláků se i navenek projevovaly koncentrací polských vojáků v chatách polských Tater. Javorová a Bielovodská Dolina byly v oblasti polského zájmu. To Václavu Dusilovi vnuklo myšlenku zajistit hranice s Polskem přítomností československých vojáků v tatranských dolinách. Navrhl, aby vojsko postavilo v Dolině Bílých ples pod Předním Kopským sedlem asi 100 metrů od Velkého Bílého plesa chatku se dvěma místnostmi. Byla dokončena v srpnu 1922. Pojmenována byl Votrubova chata, na počest tehdejšího velitele 2. horské brigády v Spišské Nové Vsi a předsedy podtatranské župy Klubu československých turistů generála Jana Votruby. Na výstavbu přispělo i ústředí klubu v Praze. Když byly československo-polské hranice pravomocně ustáleny, chata byla v roce 1924 předána do správy Kežmarského odboru Klubu československých turistů. Slavnostně byla otevřena 1. července 1924. Chata poskytovala své služby do roku 1942, kdy byla nedaleko plesa otevřena nová Kežmarská chata.

### Kežmarská chata
Kežmarský odbor Klubu Slovenských turistů a lyžařů v čele s jeho předsedou a okresním náčelníkem Dr. Alexandrem Luščekem již v roce 1937 uvažoval o výstavbě nové chaty u plesa. V roce 1940 začala její výstavba. Za účasti kežmarského rodáka a turistického nadšence Alfreda Grosze byla vysvěcena a předána do užívání 11. října 1942. Šlo o patrovou budovu s ústředním topením a všemi moderními službami. Turistům poskytovala 120 lůžek, restaurační místnosti, měla kuchyni, sklad potravin a lyží, voskovnu. Byl zde i byt správce chaty. V okolí byly ideální lyžařské terény. Prvním správcem byl Alojz Krupitzer, který sem přišel ze zbourané Votrubovy chaty. V roce 1945 se stal správcem v Kežmarských Žľabech. Po něm nastoupil Ondrej Němec společně s Janem Gnebusem. V roce 1946 nakrátko převzal chatu jistý Flesner z Kežmarku a v témže roce Ján Kovalčík, který chatu vedl do roku 1951. Od 1. října 1951 se chata stala výcvikovým střediskem JTO Sokol. Pro běžný cestovní ruch byla uzavřena. Vedoucím se stal Arno Puškáš, který zde působil šest let. Pomáhal i vedl školení horolezců, lyžařů, turistů a pracovníků horské služby. Od 1. října 1957 vedl chatu Štefan Kovalčík, který do té doby působil na Chatě u Zeleného plesa. Pomáhal mu Viliam Špirko, bývalý správce na Slezském domě. Štefan Kovalčík byl úspěšný lyžař, reprezentoval Československo na olympijských hrách v letech 1948 a 1952. V roce 1966 několik měsíců spravoval chatu Štefan Sepe. Koncem roku 1969 převzal chatu Rudolf Horevaj. Vedl ji až do požáru chaty 7. října 1974.
Chata byla převážně zásobována formany z blízkých podtatranských obcí. K nim se přidávali vysokohorští nosiči, chatu často zásobovali i samotní chataři, personál chaty, studenti a mnozí jiní.
V roce 1984 Tatranská zpráva účelových zařízení SO ČSZTV v Novém Smokovci zadala nového projektu stavby Kežmarské chaty. Výstavba se neuskutečnila. Po roce 2008 o obnovu chaty začali usilovat turističtí nadšenci, kteří založili Občanské sdružení Kežmarská chata se sídlem v Ružomberoku. V roce 2014 občanské sdružení vyhlásilo soutěž o nejlepší projekt. První cenu získal projekt kolektivu Doc. Ing. arch. Karel Havliš, Ing. arch. Filip Havliš, Ing. arch. David Zámečník, Ing. arch. Ondřej Novosad.

## Galerie

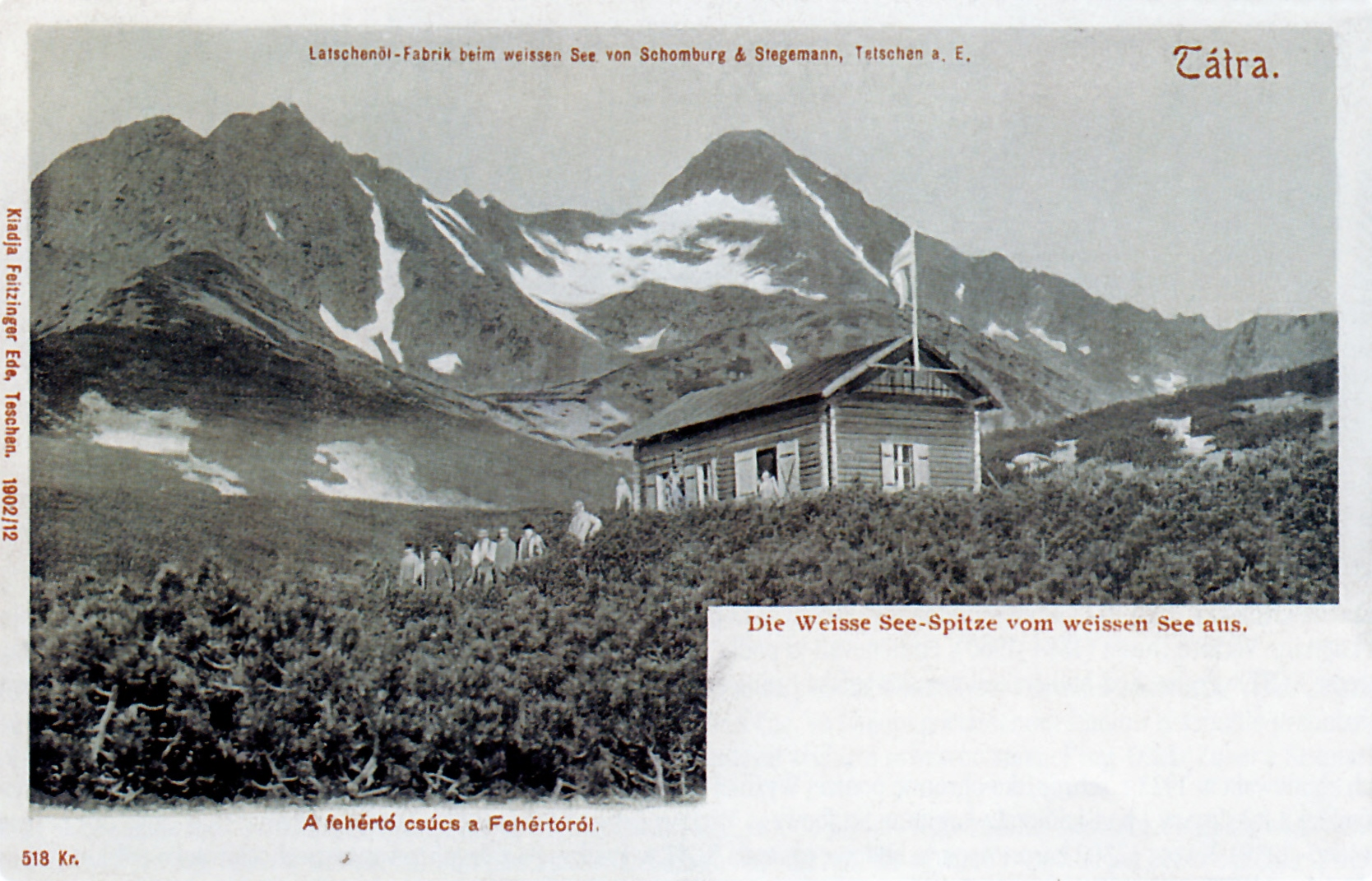
Výrobna éterických olejů z kosodřeviny v roce 1902
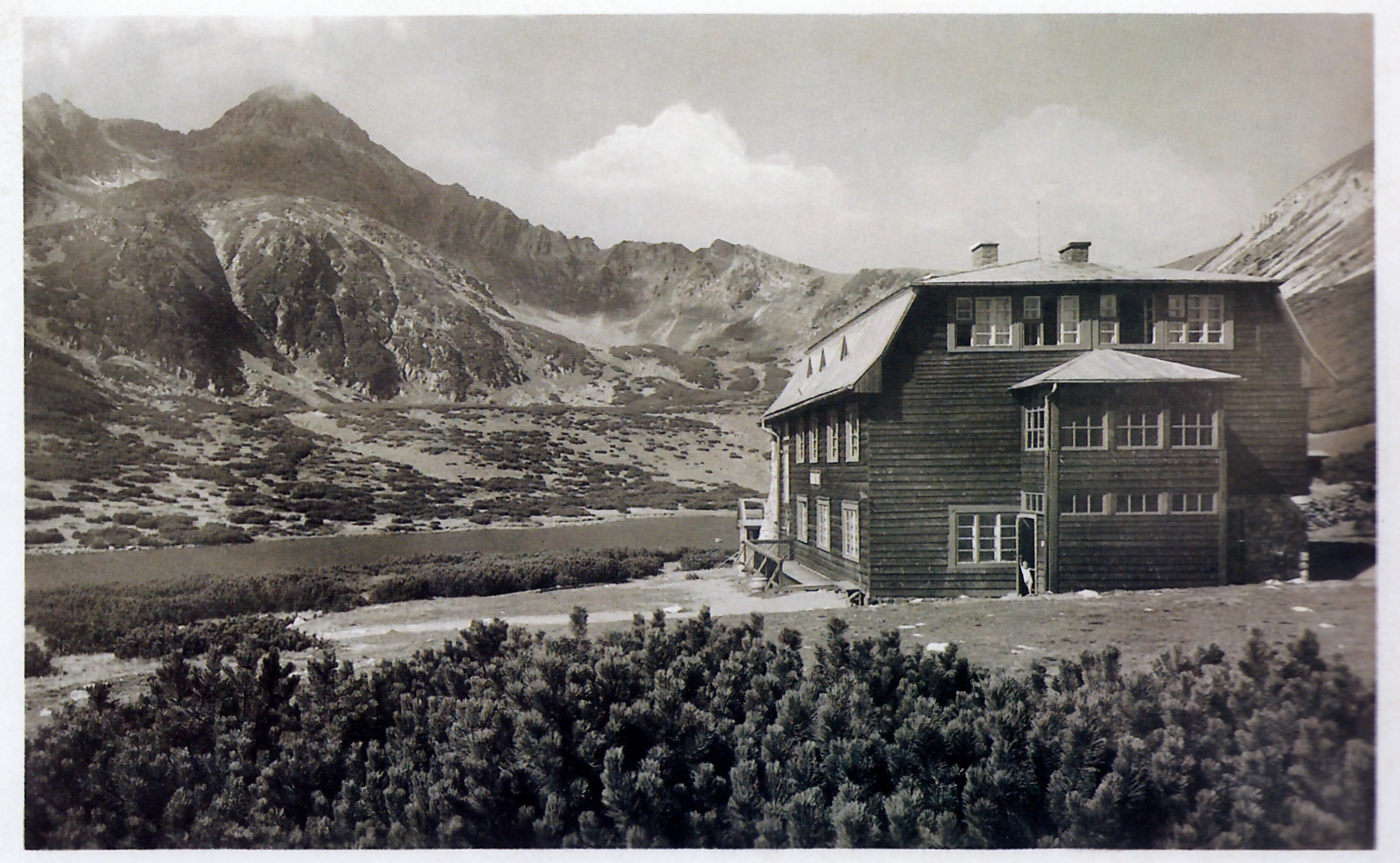
Kežmarská chata
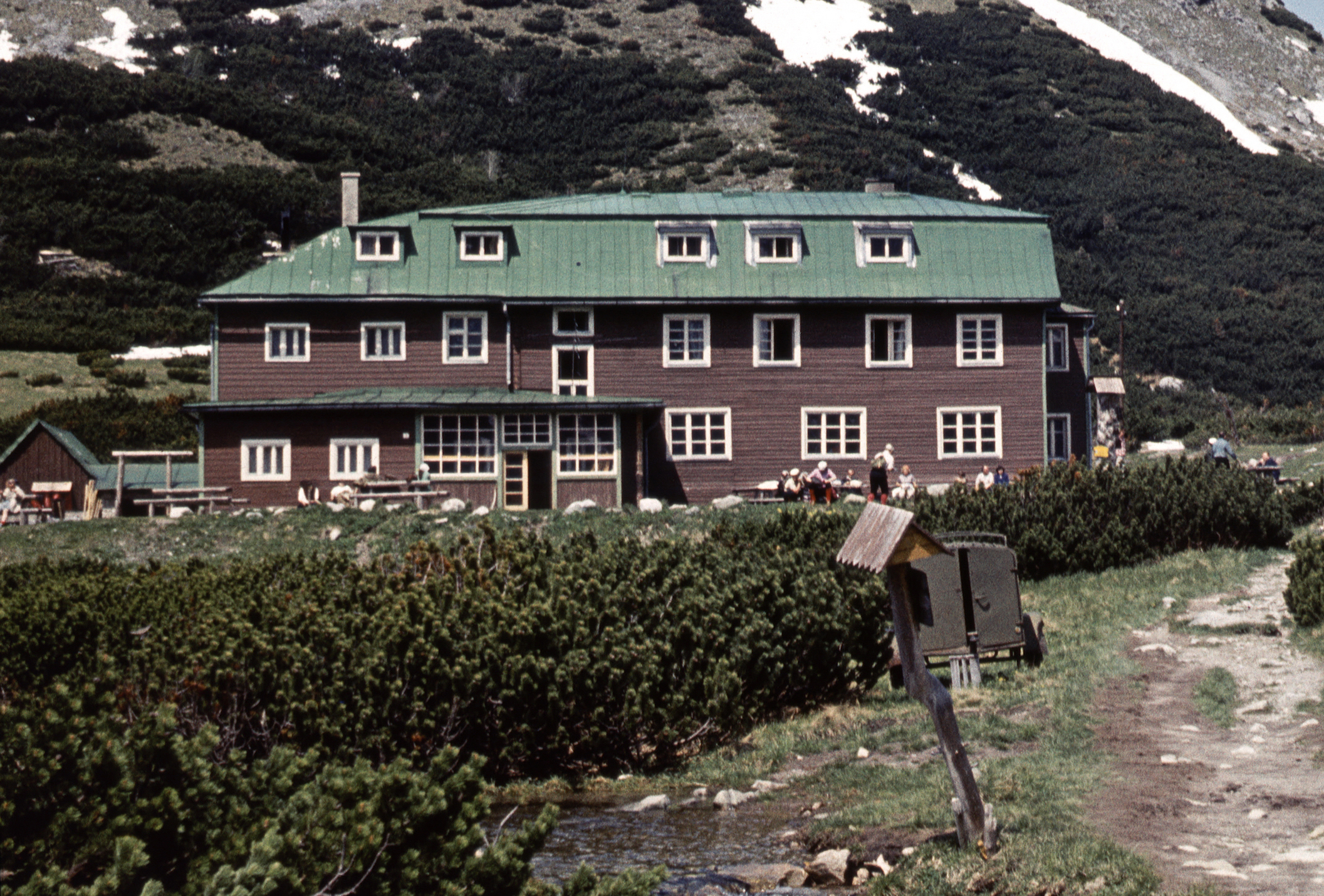
Kežmarská chata těsně před tím, než shořela.
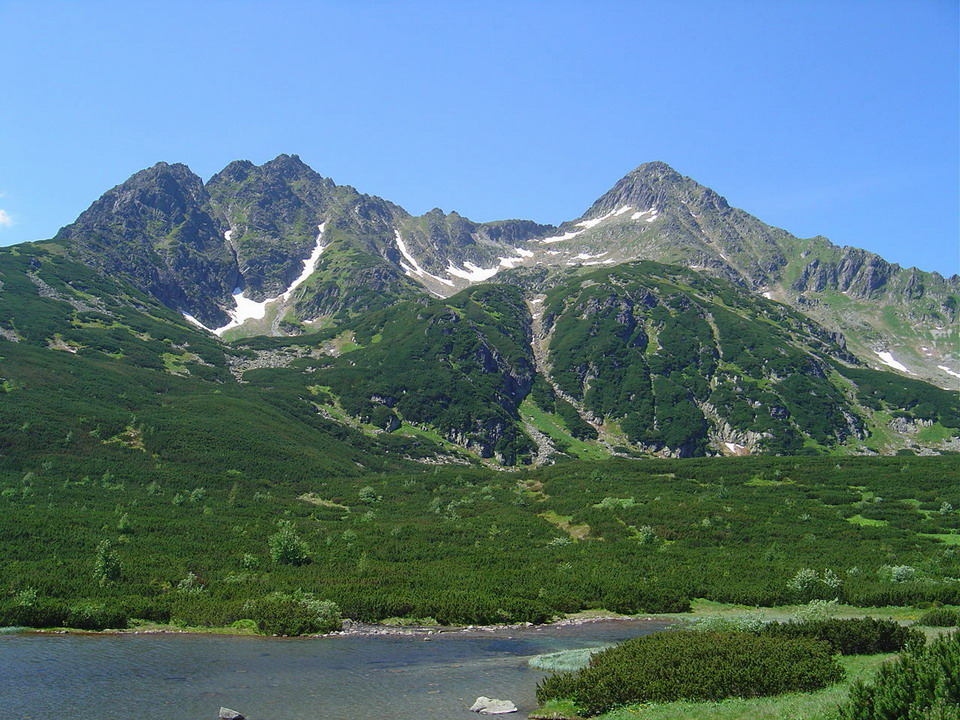
Jahňací štít od Velkého Bílého plesa